# گولیساخالی
گولیساخالی (به لاتین: Gulisakhali) یک منطقهٔ مسکونی در بنگلادش است که در ناحیه برگونه واقع شده‌است.